# John Heard
John Heard (nascido em Washington D.C., 7 de março de 1946 - falecido em Palo Alto, 21 de julho de 2017) foi um ator estadunidense premiado com o prêmio Emmy.
John Heard foi um famoso ator americano que fez vários filmes de sucesso, entre eles: Esqueceram de Mim 1 (Home Alone), Esqueceram de Mim 2 (Home Alone 2 - Lost in New York), Olhos de Serpente (Snack Eyes), O Dossiê Pelicano (The Pelican Brief), As Branquelas, Anjos da Vida - Mais Bravos que o Mar, entre outros.
Foi casado com Lana Pritchar desde 24 de maio de 2010. Antes foi casado com Sharon Heard (1988-1996), com quem tem 2 filhos. Seu primeiro casamento durou apenas 1 ano e 4 meses com a atriz Margot Kidder (25 de agosto de 1979 até 26 de dezembro de 1980). Também namorou com Melissa Leo, com quem tem um filho.
Seu pai foi funcionário do Pentágono.
Heard morreu de parada cardíaca devido a doença cardíaca aterosclerótica e hipertensiva em 21 de julho de 2017, aos 71 anos. Seu corpo foi encontrado por funcionários em um hotel em Palo Alto, Califórnia, onde ele estaria se recuperando de uma pequena cirurgia nas costas em Stanford. Hospital Universitário. A cirurgia nas costas não desempenhou um papel em sua morte. A causa da morte foi confirmada pelo escritório do legista do condado de Santa Clara. Ele foi enterrado no South Side Cemetery em Ipswich, Massachusetts.